# Comté de Brooke
Pour les articles homonymes, voir Brooke.
Le comté de Brooke est un comté des États-Unis situé dans l’État de Virginie-Occidentale. En 2013, la population était de 23 737 habitants. Son siège est Wellsburg. Le comté de Brooke a été créé en 1796 à partir du comté d'Ohio et doit son nom à l'homme politique Robert Brooke, gouverneur de Virginie de 1794 à 1796.

## Principales villes
- Beech Bottom
- Bethany
- Follansbee
- Weirton (en partie)
- Wellsburg
- Windsor Heights